# ORP Ślązak (2015)
ORP Ślązak (241) – polska korweta patrolowa zbudowana w Stoczni Marynarki Wojennej w Gdyni. Okręt budowano pierwotnie jako okręt prototypowy wielozadaniowych korwet projektu 621 według projektu opartego na koncepcji MEKO A-100.
Umowę na budowę jednostki podpisano 27 listopada 2001 roku, zaś już następnego dnia, 28 listopada położono stępkę pod jej budowę. Miała to być pierwsza z serii siedmiu korwet wielozadaniowych proj. 621. W wyniku wielu cięć budżetowych, wstrzymywaniu finansowania oraz problemów technologicznych budowa okrętu ulegała licznym opóźnieniom. W 2012 roku podjęto decyzję o zakończeniu programu „Gawron” i sprzedaniu prototypu, jednak następnie zadecydowano o dokończeniu budowy okrętu, ale nie w formie korwety wielozadaniowej, a patrolowej. W efekcie zmieniono też nazwę okrętu na „Ślązak”. Korwetę zwodowano 2 lipca 2015 roku.
28 listopada 2019 roku, równo 18 lat od rozpoczęcia budowy, okręt wcielono do służby w Marynarce Wojennej jako ORP „Ślązak”. Jednostka sklasyfikowana jako korweta patrolowa weszła w skład Dywizjonu Okrętów Bojowych 3. Flotylli Okrętów. Okręt przeznaczony jest do pełnienia misji patrolowych, operacji nadzoru polskich i międzynarodowych obszarów morskich, eskorty jednostek handlowych, operacji blokowania i kontrolowania oraz zadań z zakresu zwalczania zagrożeń asymetrycznych i innych form przestępczości na morzu.

## Zamówienie i budowa
Prace nad realizacją programu rozpoczęto w roku 1997. Rozpoczęto wtedy opracowanie serii wielozadaniowych korwet rakietowych dla Marynarki Wojennej. Stoczni Marynarki Wojennej zlecono zaprojektowanie jednostki wpisującej się w wymagania postawione przez MON. Projekt oznaczono jako „621 Gawron/1”. Zadecydowano, by nowo budowane okręty oprzeć konstrukcyjnie na rodzinie niemieckich modułowych jednostek MEKO. Zdecydowano się na wybór projektu MEKO A-100. Miały to być korwety wielozadaniowe, przeznaczone do zwalczania okrętów podwodnych, celów nawodnych, powietrznych i lądowych oraz prowadzenia misji eskortowych.

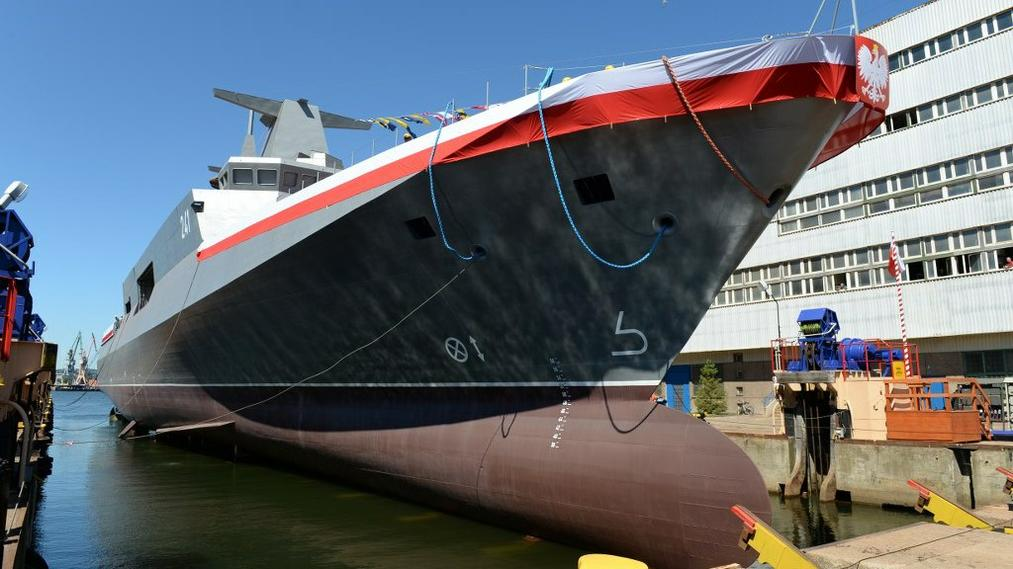
Wodowanie i chrzest ORP „Ślązak” w 2015 roku. Widoczna jest dziobowa gruszka hydrodynamiczna oraz płetwy systemu stabilizacji przechyłów.

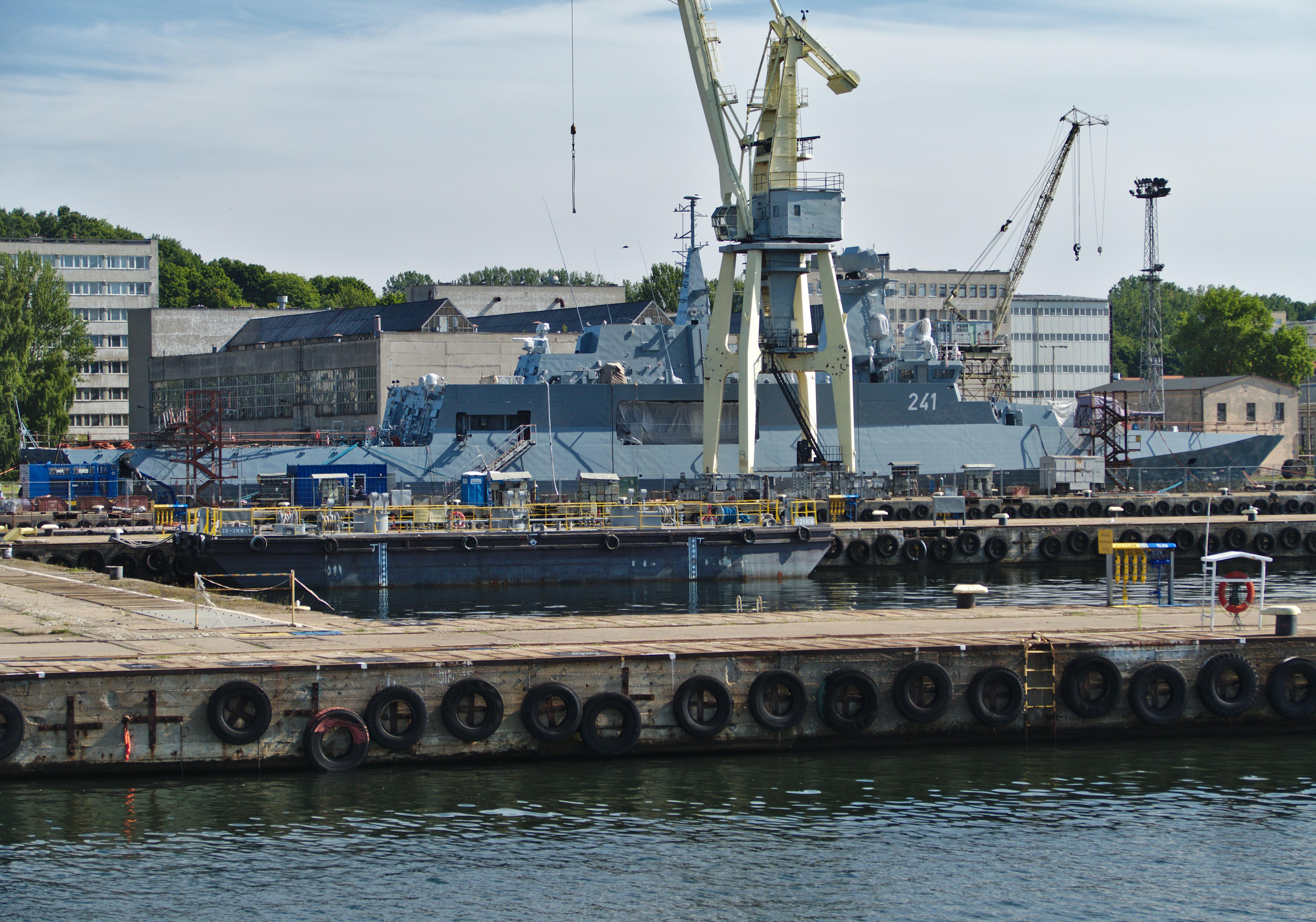
„Ślązak” podczas prac wyposażeniowych w dawnej Stoczni Marynarki Wojennej w 2017 roku z zamontowanymi już w większości systemami oraz uzbrojeniem

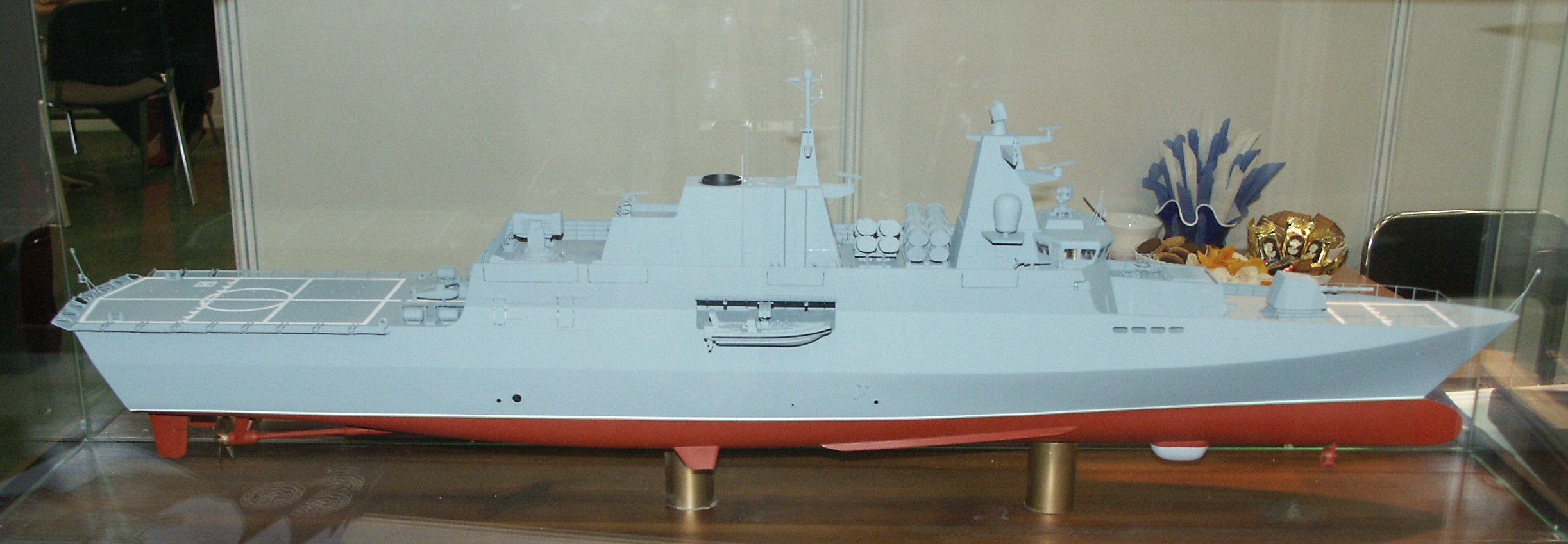
Model korwety projektu 621

Umowę na budowę jednostki, która miała być okrętem prototypowym serii siedmiu korwet wielozadaniowych projektu 621, podpisano 27 listopada 2001 roku. Okręt otrzymać miał nazwę „Gawron”. Zgodnie z przyjętymi w kwietniu 2001 roku założeniami technicznymi, „Gawron” miał długość 95,2 metra, szerokość 13,5 metra, jego zanurzenie wynosić miało 3,6 metra. Okręt miał 1800 ton wyporności standardowej i 2100 ton wyporności pełnej. Stępkę położono następnego dnia, 28 listopada 2001 roku, zaś budowa zlecona została Stoczni Marynarki Wojennej. Partnerem strategicznym miała być niemiecka firma German Corvette Consortium, jednak zrezygnowano z udziału firmy zagranicznej i zdecydowano się na wykupienie licencji na okręt za kwotę 60,8 mln złotych.
W związku z ograniczeniem finansowania programu typoszeregu korwet typu Gawron przez Ministerstwo Obrony Narodowej, w grudniu 2002 roku zadecydowano o budowie tylko jednej jednostki. Ograniczono znacząco także finansowanie budowy jednostki prototypowej. Budowa okrętu nie mogła więc przebiegać w sposób terminowy.
Zrezygnowano z opcji budowy kolejnych jednostek z serii, co oznaczało ograniczenie zamówienia wyłącznie do okrętu prototypowego, a harmonogram budowy dostosowano do dostępnych środków finansowych. W 2002 roku prace były praktycznie zawieszone i nie posuwały się naprzód. Głównymi powodami ich wstrzymania były zarówno kwestie finansowe, jak i ograniczenia technologiczne w samej stoczni i brak jej doświadczenia przy budowie jednostek takiego typu. Wsparcie finansowe na jednostkę zostało uzależnione od wycofania przez Marynarkę Wojenną przestarzałych okrętów. Wyłączono także z umowy zakup Zintegrowanego Systemu Walki (ZSW) oraz części napędu turbiny gazowej. Ich zakup planowano zrealizować po roku 2007. Finalnie, mimo spełnienia warunków, Marynarka Wojenna nie dostała obiecanego wsparcia finansowego. Zakładano, że gotowa platforma – okręt chwilowo pozbawiony ZSW oraz uzbrojenia, miała być ukończona do końca 2007 roku. Prace jednak cały czas ulegały opóźnieniom. Do 2004 roku udało się zrealizować jedynie 15% prac przy poszyciu, mimo to zakupiono także elementy wyposażenia okrętu. Opóźnienia przy pracach kadłubowych wynikały z ograniczeń technologicznych stoczni, która nie posiadała kompetencji i doświadczenia w spawaniu cienkich blach. Dopiero w 2005 roku stoczni udało się wdrożyć potrzebną technologię.
W 2006 roku prace zaczęły się posuwać po podjęciu przez Ministra Obrony Narodowej Radosława Sikorskiego decyzji o finansowaniu projektu. Cały projekt podzielono wówczas na dwa zadania – pozyskania ZSW oraz budowy platformy (okrętu). Określono wówczas ostateczny koszt budowy na ponad 1,16 mld złotych. Planowano wówczas, by okręt został wprowadzony do służby w latach 2014-2015. Tego samego roku rozpoczęto prace nad scalaniem kadłuba. Wykonano 5 z 10 bloków oraz wyposażono je w elementy wielkogabarytowe siłowni okrętowej. We wrześniu 2008 roku kadłub ukończony był w 80%. W tym samym roku rozpoczęto przetarg na zakup ZSW, jednak nie rozstrzygnięto go, co spowodowało opóźnienia w budowie. Udało się jednak zakupić zespół turbiny gazowej, który dostarczono w grudniu 2008 roku. Cały zespół zamontowano w styczniu 2009 roku, co pozwoliło na scalenie kadłuba i nadbudówki „Gawrona”. W 2009 roku ówczesny Minister Obrony Narodowej Bogdan Klich ograniczył finansowanie projektu. W konsekwencji spowolniona została spowolniona budowa jednostki oraz pojawiły się wątpliwości, czy okręt kiedykolwiek zostanie ukończony. Dodatkowo w grudniu tego samego roku ogłoszono upadłość Stoczni Marynarki Wojennej.
W 2010 roku finansowanie projektu przejął Inspektorat Uzbrojenia, tym samym rozpoczęto budowę nadbudówki. Do końca 2010 roku udało się zbudować nadbudówkę, jednak bez masztu, którego nie można było zamontować w hali stoczni. W 2011 roku ukończono w całości budowę kadłuba. Wykonano także 80% prac przy budowie nadbudówki.
Z początkiem 2012 roku pojawiły się kolejne problemy finansowe. Brak znaczących postępów w budowie z powodu niewystarczającego finansowania spowodował, iż w lutym 2012 roku Prezes Rady Ministrów podjął decyzję o zamknięciu programu Gawron w całości i sprzedaży nieukończonego prototypu. Tłumaczono to m.in. rozmiarami okrętu, wysokimi kosztami budowy, a także koniecznością konserwacji oraz serwisowania gotowych już elementów i podzespołów w celu zachowania gwarancji. Ostatecznie jednak podjęto decyzję o budowie na bazie kadłuba nieukończonej korwety „Gawron” jednostki patrolowej o ograniczonych możliwościach bojowych. Z początkiem 2013 roku Minister ON zatwierdził dokumentację i harmonogram prac. 23 września 2013 roku w Porcie Wojennym w Gdyni Minister ON Tomasz Siemoniak w obecności premiera Donalda Tuska podpisał umowę na dokończenie dawnej korwety w formie patrolowca oraz na budowę pierwszego niszczyciela min projektu 258. Zmieniono nazwę okrętu z „Gawron” na „Ślązak” oraz oznaczenie projektu z 621 na 621M. Zmianom uległo także wyposażenie okrętu. Zrezygnowano z zakupu i montażu sensorów do wykrywania okrętów podwodnych, broni do zwalczania okrętów podwodnych oraz rakiet przeciwlotniczych i przeciwokrętowych.
Ostatecznie okręt w konfiguracji okrętu patrolowego został zwodowany 2 lipca 2015 roku. Matką chrzestną okrętu została Maria Waga, wdowa po byłym dowódcy Marynarki Wojennej admirale Romualdzie Wadze. Planowano, że „Ślązak” zostanie przekazany odbiorcy do listopada 2016 roku, jednak wkrótce ogłoszono kilkunastomiesięczne opóźnienie w jego budowie. W tym samym roku zamontowano główne uzbrojenie na „Ślązaku”, zaś w 2017 roku radary i dwa działa Marlin-WS. W styczniu 2018 roku zawieszono prace nad budową jednostki, a w marcu okręt został przejęty z rąk syndyka upadłej już Stoczni Marynarki Wojennej przez Inspektorat Uzbrojenia w celu dokończenia budowy w nowo utworzonej Stoczni Wojennej należącej do Polskiej Grupy Zbrojeniowej. W czerwcu 2018 roku podpisano umowę pomiędzy Inspektoratem Uzbrojenia a konsorcjum Polskiej Grupy Zbrojeniowej i PGZ Stoczni Wojennej na dokończenie budowy „Ślązaka” oraz przeprowadzenie prób okrętu i prób zdawczo-odbiorczych.
14 listopada 2018 roku, po 17 latach budowy, okręt rozpoczął próby morskie. 28 stycznia 2019 roku rozpoczęto próby zdawczo-odbiorcze przed przekazaniem jednostki zamawiającemu, zaś 8 listopada 2019 roku po pomyślnym zakończeniu wszystkich testów oraz prób stoczniowych i morskich przekazały korwetę patrolową „Ślązak” Marynarce Wojennej. Banderę wojenną podniesiono na okręcie 28 listopada 2019 roku.

## Konstrukcja

### Opis ogólny
ORP „Ślązak” to korweta patrolowa o długości 95,47 metra, szerokości 13,3 metra oraz zanurzeniu kadłuba wynoszącym 3,6 metra (z wysuniętym pędnikiem zwiększa się ona do 4,4 metra). Wyporność pełna wynosi 2460 ton, zaś standardowa 2200 ton. Kadłub jednostki został wybudowany z cienkościennych arkuszy ulepszanej cieplnie stali DH36 o podwyższonej wytrzymałości na rozciąganie, spawanych elektrycznie metodą MAG, o grubości od 3 do 4 mm. Pozwoliło to ograniczyć masę okrętu, jednak zachowując sztywność i wytrzymałość struktury kadłuba tak jak w jednostkach wykonanych z tradycyjnych materiałów.
Kadłub „Ślązaka” składa się z płaskich sekcji łączonych w przestrzenne, które z kolei składają się na zasadnicze bloki. W zbliżony sposób zbudowana została nadbudówka okrętu, w której to produkcji zastosowano stal niemagnetyczną. Okręt zbudowano w technologii utrudniającej wykrycie przez radar. Kadłub jednostki wykonano z dziesięciu takich bloków. Sam kadłub składa się z 11 przedziałów wodoszczelnych. Kształtem, kadłub „Ślązaka” zbliżony jest do innych okrętów reprezentujących projekt MEKO A-100 oraz A-200. W części dziobowej znajduje się spłaszczona gruszka hydrodynamiczna. Kadłub dzieli się w układzie poziomym na dno zewnętrzne, dno wewnętrzne, międzypokład, pokład główny znaczony jako „nr 1”, pokład otwarty (oznaczony jako „nr 01”), pokład nawigacyjny („nr 02”), pokład namiarowy („nr 03”) oraz kondygnacje masztów („nr 04”). Na pokładach oznaczonych jako „1” oraz „01” znajdują się korytarze oraz zejściówki pozwalające dotrzeć do innych poziomów i pomieszczeń znajdujących się na korwecie. Na kondygnacjach „01”, po obu burtach znajdują się również wejścia z trapami składanymi teleskopowo. Pomieszczenia, w których znajdują się: stanowiska bojowe, sterowania okrętem, pomieszczenia mieszkalne i łączące korytarze znajdują się wewnątrz gazoszczelnej cytadeli Obrony Przed Bronią Masowego Rażenia, chroniącą załogę przed skażeniami. Zasilana jest powietrzem z zewnątrz jednostki, które wcześniej oczyszczane jest w stacjach filtrów.
Na pokładzie jednostki znajdują 23 kabiny mieszkalne, mieszczące łącznie 126 osób. Składają się na nie m.in. pokój zabiegowy ze stołem operacyjnym, sala chorych z miejscem dla trzech chorych oraz mesy dla oficerów i marynarzy. „Ślązak” ma także kabinę dla 12 żołnierzy sił specjalnych wraz z ich wyposażeniem i uzbrojeniem. Załoga okrętu liczy 97 osób.

#### Dodatkowe wyposażenie
Dużą wagę podczas projektowania jednostki położono na zdolność przetrwania jednostki na polu walki i obronę przeciwawaryjną (OPA). W związku z tym oprócz 11 przedziałów wodoszczelnych okręt podzielono na strefy – dwie strefy OPA oraz trzy strefy przeciwpożarowe. Okręt posiada bardzo bogaty osprzęt przeciwpożarowy. Na jego pokładzie zamontowano system detekcji ognia i dymu. Na systemy ppoż. składają się systemy wodno-pianowe do zabezpieczenia m.in. pomieszczeń siłowni, systemy pianowe do zabezpieczenia lądowiska dla śmigłowców, systemy gaszenia pianą oraz gaszenia gazami Novec 1230 i IG-541, używane w pomieszczeniach technicznych takich jak siłownie i magazyny. Ochrona ppoż. sterowana są za pomocą systemu sterowania opartego na systemie Consilium Salwico Navy. Koordynacja działań OPA jest realizowana z głównej konsoli, zamontowanej w centrali sterowania siłownią (CSS) oraz z lokalnych stacji kontroli uszkodzeń RZ5005, które znajdują się w różnych częściach okrętu.
Autonomiczność okrętu wynosi 30 dni, zaś zasięg maksymalny to 4500 mil morskich przy prędkości 14 węzłów. Jednostkę wyposażono w lądowisko dla śmigłowców o masie do 10,6 ton.
Okręt wyposażono w system RAS (Replenishment At Sea), przeznaczony do uzupełniania zapasów na morzu. Stanowiska RAS na okręcie zlokalizowane są na śródokręciu, po bokach komina. Ulokowano tam dwa komplety listew odbiorczych oraz kabestanów, za pomocą których między okrętem zaopatrzeniowym a korwetą utrzymywana jest stalowa lina nośna do transportu ładunków – paliwa lub palet z towarami suchymi, np. amunicją i prowiantem. Maksymalny udźwig systemu RAS wynosi 1000 kg.
Jednostka została także wyposażona w abordażową łódź motorową MK-790, która wraz ze specjalistycznym osprzętem do jej obsługi i opuszczania na wodzie, umiejscowiona jest we wnęce po prawej stronie nadbudówki. Łódź ta długa jest na 7,9 metra, szeroka na 3,15 metra, a jej zanurzenie wynosi 0,7 metra. Wyporność pustej łodzi to 3,5 tony, zaś wraz z załogą i grupą abordażową jej masa wzrasta do 5,3 ton. Napędzana jest przez dwa pędniki strugowodne Bukh S250, które pozwalają na osiągnięcie maksymalnej prędkości wynoszącej 30 węzłów i operowanie do stanu morza wynoszącego 6 stopni w skali Beauforta. Załoga MK-790 liczy 3 osoby, zaś wraz z grupą abordażową może przenosić ona do 15 osób. Dodatkowo posiada ona stanowisko na WKM kal. 12,7 mm, który montowany może być na dziobie. Łódź ta służy na okręcie do prowadzenia działań inspekcyjnych, transportu między innymi okrętami oraz prowadzenia działań ratowniczych. Na pokładzie bojowym znajduje się łódź robocza MK-500 o długości 5,3 metra, przeznaczona dla 5 osób. Jej masa własna wynosi 1500 kg, zaś wraz z załogą i wyposażeniem jej masa wzrasta do 2000 kg. Maksymalna prędkość wynosi 12 węzłów. Obie łodzie reprezentują klasę RHIB (Rigid-Hulled Inflatable Boat – łódź sztywnoburtowa).

### Układ napędowy
Siłownia okrętowa zbudowana została w układzie napędowym CODAG, będącym połączeniem dwóch silników wysokoprężnych oraz turbiny gazowej, co daje możliwość poruszania się z prędkością maksymalną wynoszącą około 30 węzłów. Napęd główny okrętu stanowią dwa silniki wysokoprężne MTU Friedrichshafen 12V 595 TE90 o mocy 3240 kW każdy (4345 KM). Silniki wysokoprężne umiejscowione są w bloku kadłuba numer 3. Do osiągnięcia prędkości maksymalnej służy turbina gazowa GE/Avio LM 2500 o mocy 25 000 kW (33 970 KM). Cały zespół turbiny gazowej stanowi zintegrowany moduł w prostopadłościennej obudowie o wymiarach 8,4 × 3,0 × 2,65 metra. Cały moduł waży 15 ton oraz umiejscowiony jest w bloku kadłuba numer 5. Silniki wysokoprężne i turbinę gazową umieszczono w ochronnych kapsułach dźwiękoszczelnych.
Źródłem energii elektrycznej są cztery zespoły prądotwórcze MTU 12V 183 TE52 o mocy 550 kW (745 KM). Przekładnia redukcyjna CODAG-285/CC, składająca się z dwóch przekładni MG-210A i jednej 3MG-174, zbiera moment obrotowy zarówno z silników wysokoprężnych jak i turbiny gazowej umiejscowiona jest w bloku kadłuba numer 4, pomiędzy silnikami a zespołem turbiny gazowej. Zbierany przez przekładnię moment obrotowy przekazywany jest na dwie linie wału napędowego, napędzając dwie śruby nastawne. Przekładnia waży 120 ton. Zespół przekładni pozwala na wspólną pracę trzech silników (dwóch wysokoprężnych oraz turbiny gazowej), co pozwala Ślązakowi na osiągnięcie prędkości maksymalnej wynoszącej 30 węzłów. Same silniki MTU pozwalają jednostce na osiągnięcie prędkości wynoszącej ok. 18 węzłów.
Dodatkowo okręt wyposażony jest w dziobowy ster strumieniowy, w postaci wysuwanego pędnika azymutalnego Schottel SPR 170 ZSV, który ma za zadanie wspomaganie manewrów portowych, ale także w warunkach awaryjnych może pozwolić na poruszanie się jednostki do prędkości około 2 węzłów. Pędnik ten generuje moc wynoszącą 280 kW (380 KM). Okręt sterowany jest za pomocą dwóch sterów półpodwieszonych, poruszanych elektrohydraulicznymi maszynami sterowymi. Dodatkowo okręt posiada aktywny system stabilizacji przechyłów Simplex Compact FK-33 z dwiema płetwami niechowanymi.
Główne mechanizmy siłowni na „Ślązaku” rozmieszczono w kilku przedziałach wodoszczelnych. W przedziale V znajduje się turbina oraz dwa generatory, w VI zespół przekładni, w VII silniki wysokoprężne, zaś w przedziale VIII znajdują się kolejne dwa generatory prądu.

### Wyposażenie elektroniczne

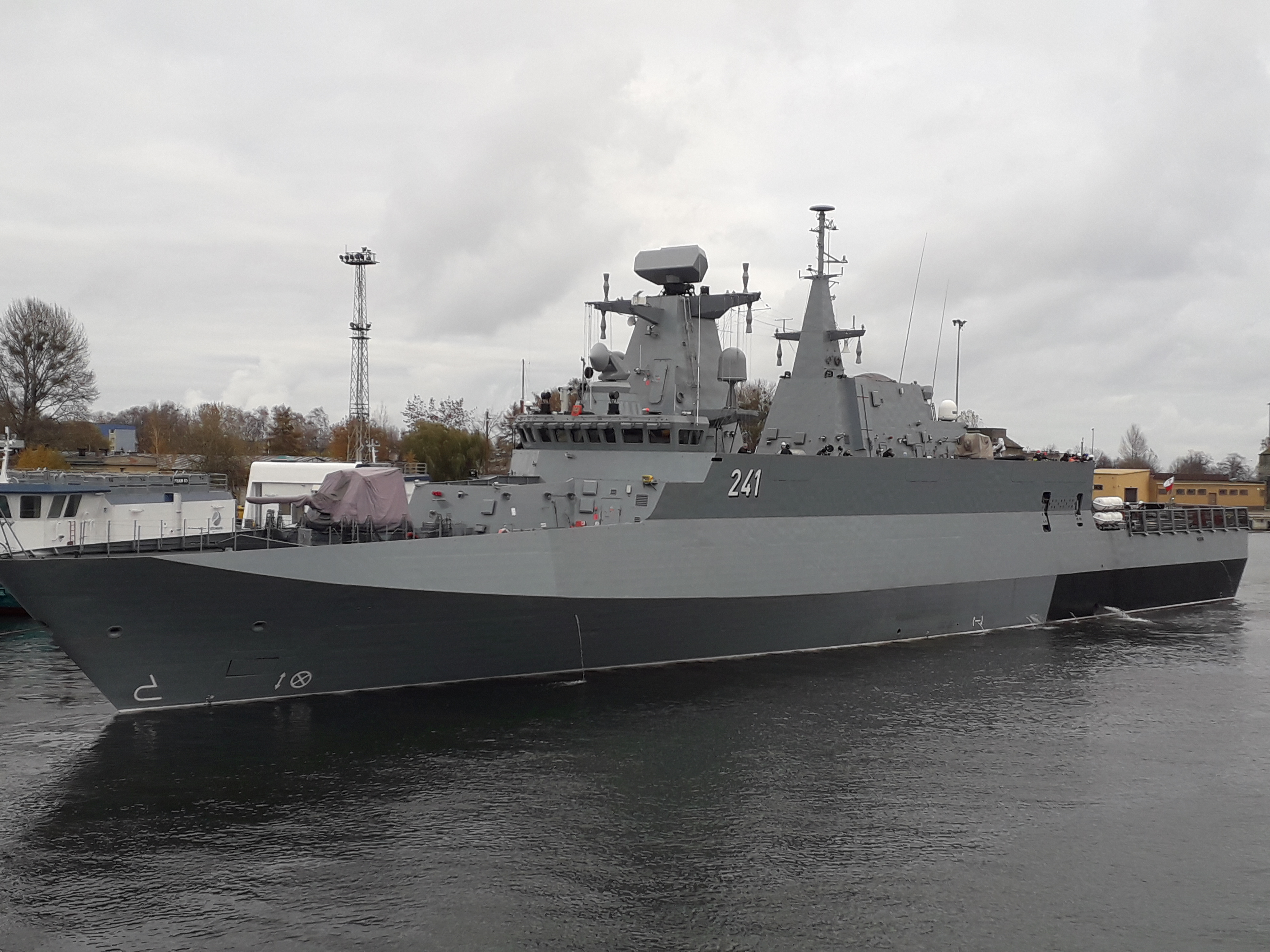
Pierwsze wyjście „Ślązaka” w morze. Widoczna jest talerzowa antena radaru STING-EO Mk2 na dachu mostka, oraz radar SMART-S Mk2 3D na topie przedniego masztu.

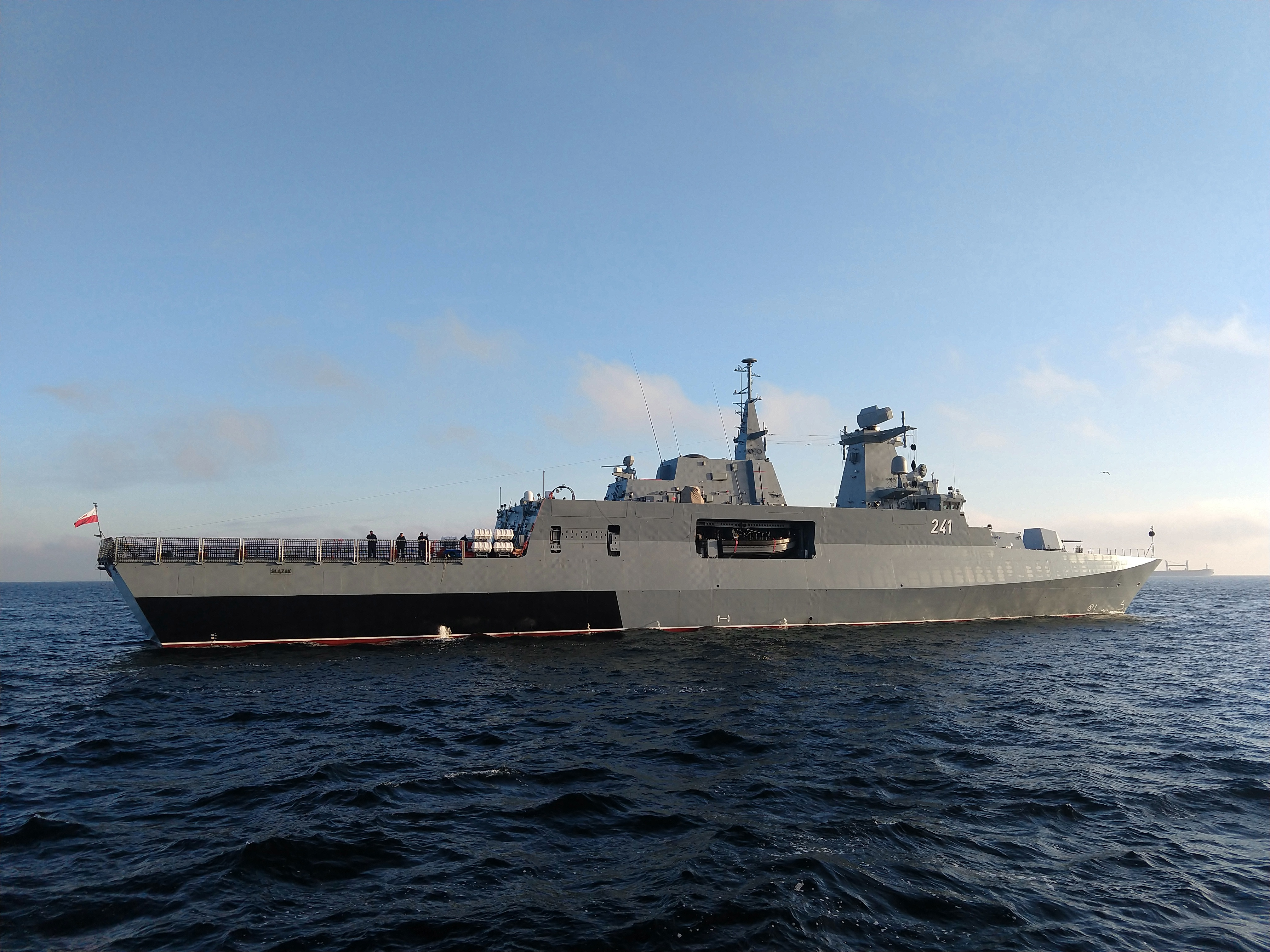
„Ślązak” widziany od rufy, widoczne jest lądowisko dla śmigłowca, zaś nad nim radar nawigacyjny, głowica optoelektroniczna Thales Mirador oraz anteny systemu TACAN na tylnym maszcie. W burcie znajduje się wnęka dla łodzi MK-790.

Korweta ORP „Ślązak” wyposażona jest w trójwspółrzędny radar obserwacji sytuacji nawodnej i powietrznej SMART-S Mk2 3D. Ta stacja radiolokacyjna jest głównym źródłem informacji dla systemu zarządzania walką TACTICOS. Radar pracuje w pasmach E oraz F przy częstotliwości 3 GHz. Maksymalny zasięg stacji SMART-S to 250 kilometrów, przy czym posiada ona możliwość śledzenia do 500 obiektów. Na pokładzie „Ślązaka” pełni ona głównie funkcje wczesnego ostrzegania obrony przeciwlotniczej.
Okręt wyposażono w bojowy system zarządzania walką Thales TACTICOS. Kierowanie systemem odbywa się z głównego stanowiska dowodzenia (GSD) poprzez osiem wielofunkcyjnych konsol operatorskich MOC Mk 4 MOC (Multifunction Operator Console), monitor ścienny i dwie konsole kierowania armatami Marlin. Na GSD są też stanowiska operatorów łączności. Dodatkowa konsola systemu zarządzania walką ulokowana jest po prawej stronie zespołu konsol na mostku.
Okręt wyposażony jest także w stację kierowania ogniem STING-EO Mk2. Składa się ona z układu optoelektronicznego, w którego skład wchodzą radar mikrofalowy sprzężony z dalmierzem laserowym, kamerą termowizyjną oraz kamerą do obserwacji w podczerwieni. Sama antena radaru jest stabilizowana i pracuje w paśmie I o częstotliwości od 8 do 10 GHz oraz w paśmie K o częstotliwości od 30 do 40 GHz. Stacja STING-EO sprzężona jest także z systemem identyfikacji „swój-obcy” (IFF), co pozwala na zidentyfikowanie potencjalnego celu. Zasięg skuteczny anteny radaru dla pasma I wynosi 120 km oraz 36 km dla pasma K. Dodatkowo stacja kierowania ogniem jest w pełni odporna na zakłócenia oraz posiada osłonę przeciwko broni EMP (Electro-Magnetic Pulse).
„Ślązak” wyposażony jest w dwa radary nawigacyjne Synapsis działające w paśmie I/J z antenami LPR-A25, przeznaczonymi do współpracy ze śmigłowcem, z których jeden jest zamontowany na przednim maszcie. Drugi radar nawigacyjny zamontowany jest na prawej burcie nadbudówki tuż przy lądowisku dla śmigłowca. W tylnej części nadbudówki zamontowana jest głowica optoelektroniczna systemu Thales Mirador, przeznaczona do obserwacji i kierowania ogniem, zaś na tylnym maszcie ulokowany jest taktyczny system nawigacji lotniczej TACAN, który przeznaczony jest do automatycznego pomiaru azymutu i odległości statku powietrznego od okrętu. Dodatkowo jednostka ma system IFF. Na tylnym maszcie zamontowano anteny łączności radiowej w paśmie UKF, zaś pomiędzy przednim a tylnym masztem znajduje się siatka dwóch szerokopasmowych anten łączności radiowej KF.
Okręt wyposażony jest także w sonar nawigacyjno-ostrzegający L3 ELAC Nautic Vanguard. Jest to urządzenie z anteną podkilową, chowaną do wnętrza kadłuba, przeznaczone do wykrywania przeszkód lub min morskich w trybie aktywnym, a także zbliżających się obiektów, na przykład torped, oraz przechwytywania łączności podwodnej w trybie pasywnym.
Nawigacja okrętu wspomagana jest poprzez Zintegrowany System Nawigacji (ZSN) Raytheon Anschutz Synapsis. Składa się on wielofunkcyjnych konsol, umiejscowionych na pomoście nawigacyjnym, wyświetlających informacje z mapy elektronicznej ECDIS z funkcją AML. Ponadto okręt wyposażono w autopilot, odbiorniki informacji o niebezpieczeństwie, system AIS, systemy nawigacji inercyjnej, kompas żyroskopowy, log elektromagnetyczny, odbiorniki D-GPS, łączności wewnętrznej i zewnętrznej, telefony podwodne UT 2200 i UT 3000, echosondę oraz stację meteorologiczną.

### Uzbrojenie

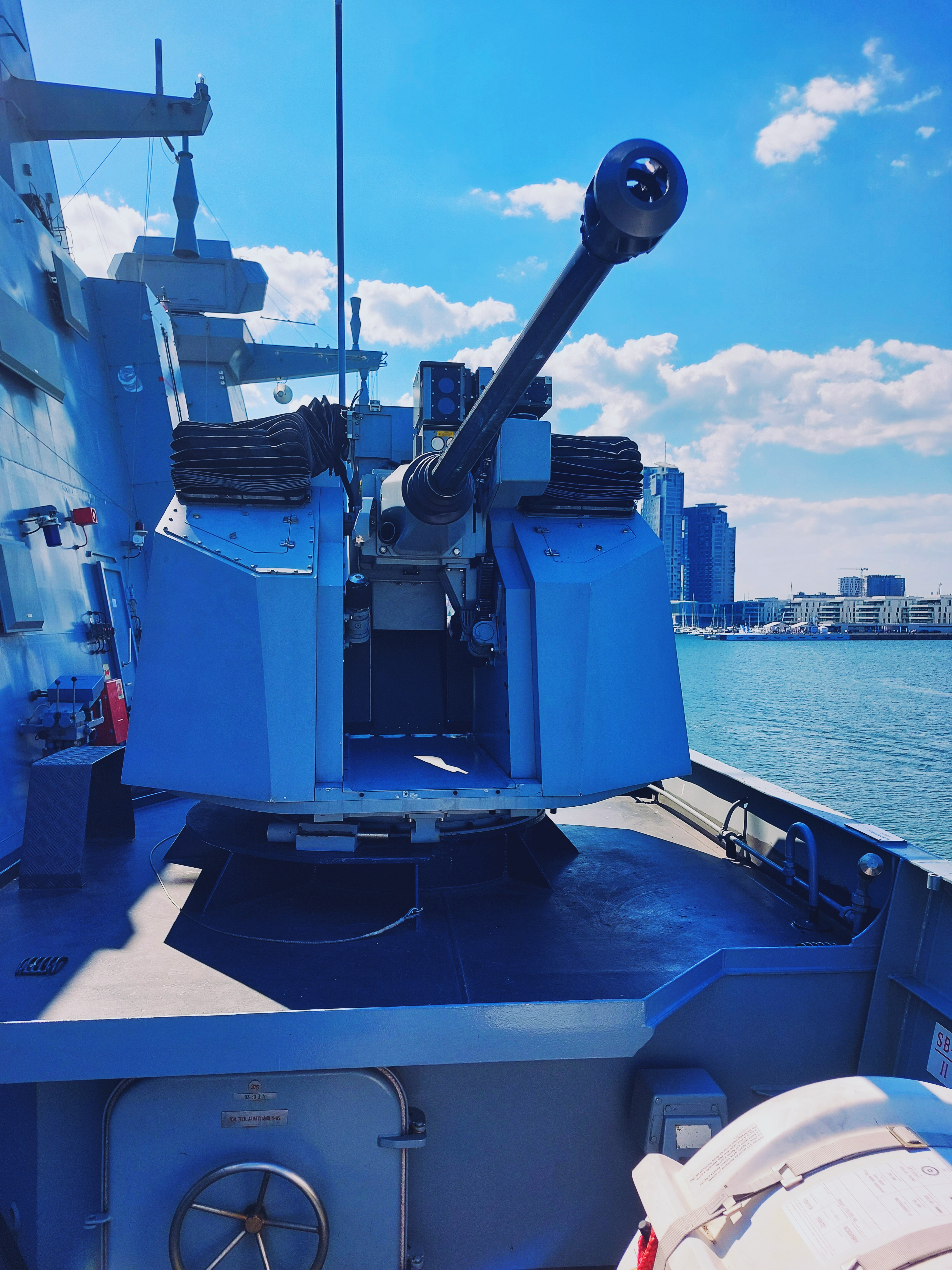
Jedna z armat automatycznych Marlin-WS, zamontowana w okolicach rufy korwety

W związku z podjęciem decyzji o ukończeniu „Ślązaka” nie w formie korwety wielozadaniowej, a patrolowej zrezygnowano z montażu zarówno części systemów elektronicznych jak i uzbrojenia. Okręt nie został uzbrojony w system obrony przeciwlotniczej, przeciwokrętowych pocisków manewrujących oraz broni przeciwpodwodnej.
Głównym uzbrojeniem okrętu jest automatyczna armata uniwersalna OTO Melara Super Rapid L/62 kalibru 76 mm, umiejscowiona w dziobowej części okrętu. Jej szybkostrzelność wynosi 120 strzałów/min, zaś donośność to 16 kilometrów przy użyciu standardowej amunicji. Armata ta służy do zwalczania celów nawodnych i powietrznych. Dodatkowo posiada możliwość prowadzenia ognia przy użyciu amunicji Vulcano, dzięki której zasięg wzrasta do 40 km.
Drugim typem uzbrojenia artyleryjskiego na pokładzie korwety są dwa pojedyncze stanowiska armat automatycznych Orbital ATK Mk 44 Bushmaster Marlin-WS (Modular Advanced Remotely-controlled Lightweight Naval Weapon Station) kalibru 30 mm. System ten przeznaczony jest do zwalczania celów nawodnych oraz powietrznych przy skutecznej donośności wynoszącej 3500 metrów.
Uzbrojenie to uzupełniane jest przez cztery wielkokalibrowe karabiny maszynowe WKM-Bm kalibru 12,7 mm, które przeznaczone są do obrony asymetrycznej.
Uzbrojenie przeciwlotnicze stanowią cztery ręczne wyrzutnie pocisków przeciwlotniczych PPZR Grom, które to odpalane są z ramienia operatora. Są to pociski naprowadzane na podczerwień, umożliwiające rażenie celów powietrznych w odległości od 500 do 5500 metrów na pułapie wynoszącym od 10 do 3500 metrów.

### Przeznaczenie okrętu
Z uwagi na dosyć ograniczone uzbrojenie, ORP „Ślązak” będzie mógł realizować wyłącznie misje patrolowe, operacje nadzoru polskich i międzynarodowych obszarów morskich, eskorty jednostek handlowych, operacje blokadowe i kontrolne oraz zadania z zakresu zwalczania zagrożeń asymetrycznych i innych form przestępczości na morzu. Za największe bolączki okrętu uważany jest brak zaawansowanego rakietowego systemu obrony przeciwlotniczej, systemów walki elektronicznej i wyrzutni pasywnych środków zakłócających, pocisków przeciwokrętowych oraz broni przeciwpodwodnej wraz z systemami wykrywania okrętów podwodnych. Konstrukcja okrętu pozwala zamontować stosunkowo łatwo nowoczesne uzbrojenie rakietowe oraz zwalczania okrętów podwodnych ZOP, które uzupełni zamontowane na pokładzie uzbrojenie artyleryjskie.
Dużym atutem, ułatwiającym to zadanie jest wyposażenie już okrętu w radary SMART-S oraz STING-EO, układ optoelektroniczny jak i również rozbudowane Bojowe Centrum Informacyjne. Najtrudniejszym zadaniem było by rozbudowanie systemu zwalczania okrętów podwodnych, ponieważ zamontowany obecnie na korwecie sonar Vanguard służy głównie do unikania przeszkód i min. Za najprostsze rozwiązanie uważane jest zastosowanie holowanej stacji hydroakustycznej, dla której to miejsce można wygospodarować na rufowym pokładzie zadaniowym, tuż pod lądowiskiem dla śmigłowca. Za łatwiejszy uważany jest montaż na jednostce przeciwokrętowych pocisków manewrujących, dla których to zachowano puste miejsce pomiędzy dwoma masztami. Sam system kierowania uzbrojeniem rakietowym można zaimplementować w oparciu o istniejący już system zarządzania walką. Podobnie sprawa wygląda w wypadku montażu rakietowego systemu przeciwlotniczego krótkiego zasięgu. Miejsce na ów system znajduje na pokładzie dziobowym, tuż za armatą Super Rapid, w specjalnej przybudówce do nadbudówki. Miejsce to wykorzystane być może do montażu wyrzutni pionowego startu (VLS). Dodatkowo miejsca, gdzie zgodnie z pierwotnymi planami miało trafić dodatkowe uzbrojenie i wyposażenie, zostały wzmocnione i przygotowane pod ewentualny montaż.
Podczas odbywającej się w kwietniu 2021 roku IX Międzynarodowej Konferencji Naukowo-Technicznej NATCON 2021 ogłoszono, że Inspektorat Uzbrojenia prowadzi prace nad dozbrojeniem korwety patrolowej do konfiguracji korwety wielozadaniowej. Informację tę przekazał Inspektor Marynarki Wojennej, jednak nie zostało ujawnione jakie sensory i efektory zyskałby „Ślązak” po dozbrojeniu. Przeprowadzenie prac planowane jest przy najbliższym remoncie średnim.
W konfiguracji patrolowej okrętu, jego uzbrojenie i wyposażenie jest zbliżone dla innych okrętów klasy OPV (Offshore Patrol Vessel) we flotach innych państw. „Ślązak” nie jest też uważany za typową jednostkę OPV z uwagi na cechy wynikające z tego, iż budowano go początkowo jako korwetę wielozadaniową, więc jednostkę o innym przeznaczeniu. Okręt zakwalifikowano do grupy okrętów patrolowych, mogących działać zarówno w czasie pokoju, jak i w rejonie konfliktu zbrojnego o małej intensywności. Cechami wyróżniającymi, jak i zaletami okrętu na tle innych patrolowców na świecie, są nowoczesne systemy elektroniczne, system zarządzania walką, systemy walki, modułowa konstrukcja oraz wysoka prędkość. Jednak w wyniku tego, że „Ślązak” miał być korwetą nie patrolowcem posiada kilka funkcjonalności utrudniających działalność jako okręt OPV. Są to m.in. brak hangaru dla śmigłowca oraz brak rufowego slipu dla łodzi roboczych/abordażowych.

## Służba

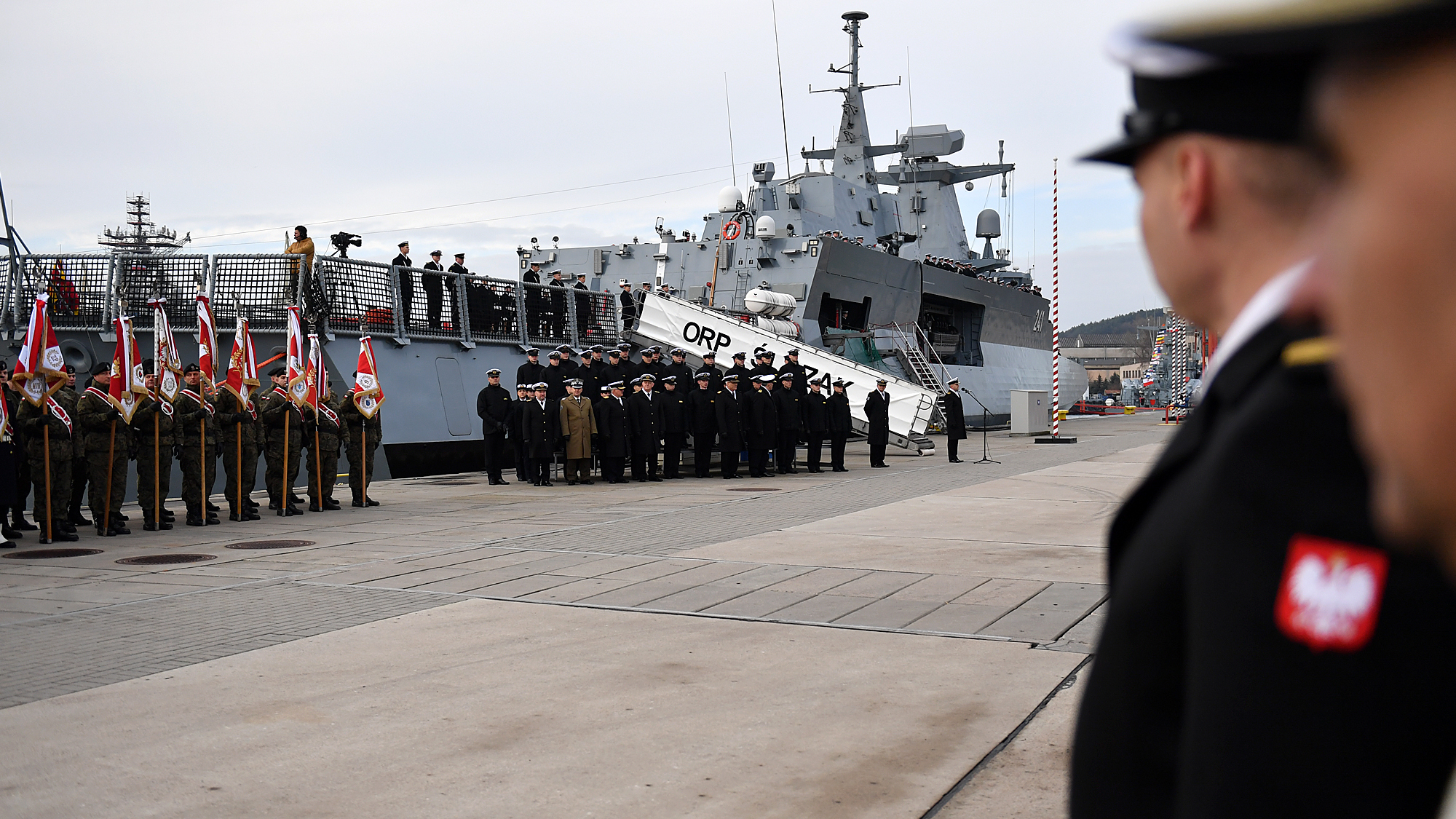
Uroczystość pierwszego podniesienia bandery na korwecie „Ślązak”, 28 listopada 2019 roku

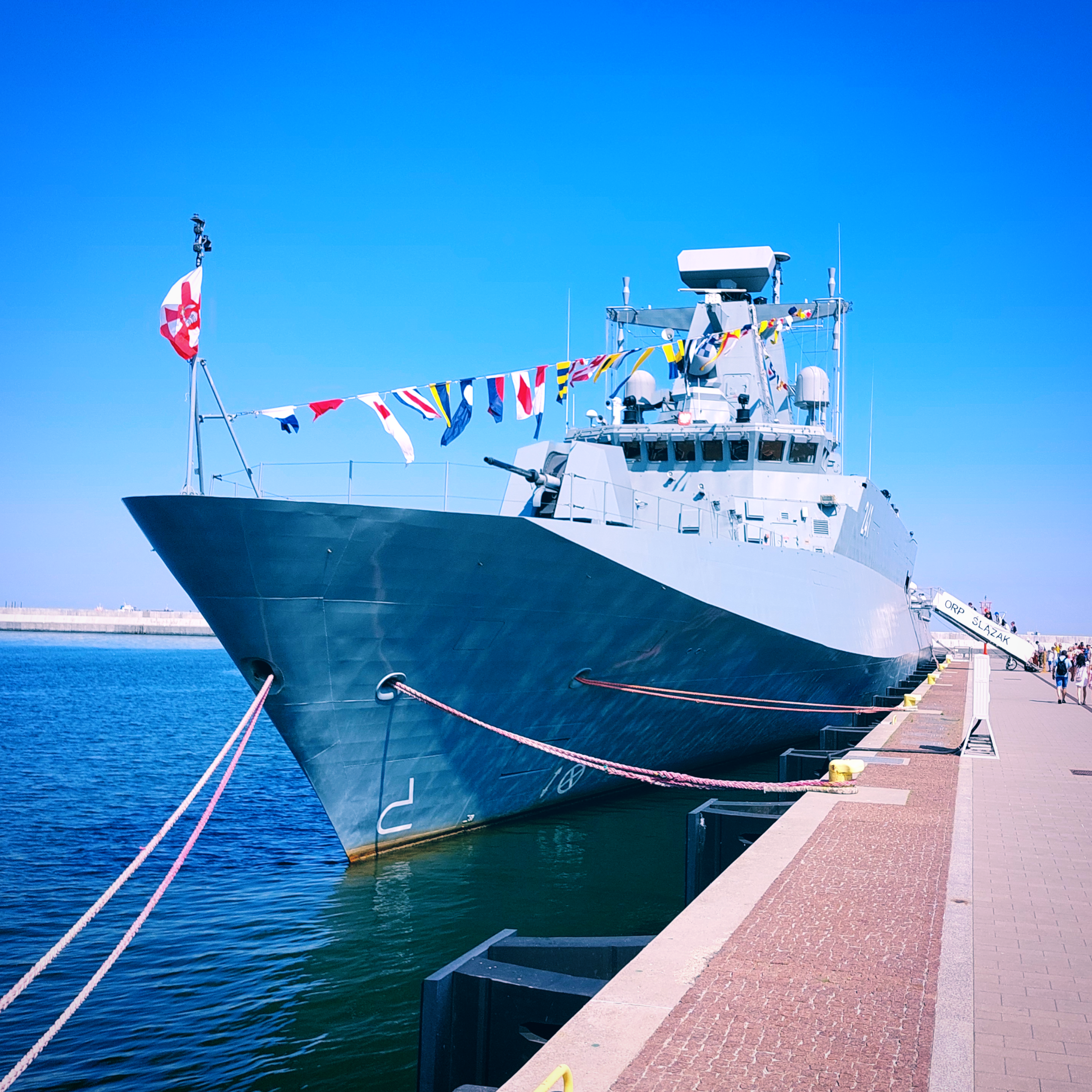
„Ślązak” zacumowany przy Skwerze Kościuszki, podczas Święta Marynarki Wojennej w Gdyni, 2022

28 listopada 2019 roku, podczas uroczystości 101. rocznicy odtworzenia Marynarki Wojennej, po raz pierwszy podniesiono banderę wojenną na korwecie patrolowej ORP „Ślązak”. Podniesienie bandery nastąpiło rozkazem nr 560 Dowódcy Generalnego Rodzajów Sił Zbrojnych gen. Jarosława Miki „O wcieleniu korwety patrolowej „Ślązak” do składu sił Marynarki Wojennej”, zgodnie z którym rozkazał „w dniu 28 listopada 2019 r. podnieść banderę wojenną na korwecie patrolowej ORP „Ślązak” numer burtowy 241”. Tym samym jednostka rozpoczęła służbę w składzie 3. Flotylli Okrętów w Dywizjonie Okrętów Bojowych. Pierwszym dowódcą został kmdr ppor. Sebastian Kała.
W listopadzie 2020 roku korweta patrolowa ORP „Ślązak”, wraz z fregatą ORP „Gen. K. Pułaski”, okrętami ORP „Piorun” i ORP „Bielik”, wzięła udział w swoich pierwszych, międzynarodowych ćwiczeniach na wodach Bałtyku z okrętami Deutsche Marine: korwetami „Erfurt”, „Ludwigshafen” oraz zaopatrzeniowcem „Donau”.
W dniach 14–16 grudnia 2020 roku „Ślązak” wraz z fregatą ORP „Gen. K. Pułaski” brał udział w krajowych manewrach Dywizjonu Okrętów Bojowych oraz jednostkami Dywizjonu Okrętów Wsparcia – okrętem ratowniczym ORP „Maćko” i holownikiem H-7. W ramach szkolenia załogi okrętów wykonały strzelania artyleryjskie do celów nawodnych, obronę przeciwawaryjną okrętu, m.in. przeciwdziałania pożarom oraz przebiciom kadłuba i przeprowadzenie ataku torpedowego, przy wsparciu śmigłowca SH-2G Super Seasprite z BLMW. Ćwiczebny atak torpedowy zrealizował ORP „Gen. K. Pułaski”.
W dniach 12–16 kwietnia 2021 roku korweta brała udział manewrach Okrętowej Grupy Zadaniowej, gdzie wraz z Siłami Powietrznymi i Brygadą Lotnictwa Marynarki Wojennej realizował szkolenia z zakresu osłony szlaków żeglugowych, zabezpieczenia transportu, a także uzupełniania zapasów i ratowania życia na morzu. W manewrach „Ślązak” uczestniczył wraz z fregatą ORP „Gen. K. Pułaski”, okrętem rakietowym ORP „Piorun”, zbiornikowcem ORP „Bałtyk”, korwetą ZOP ORP „Kaszub” i okrętem ratowniczym ORP „Zbyszko”. 27 kwietnia okręt współpracował wraz dwoma okrętami rakietowymi: OORP „Piorun” oraz „Orkan”. Jednostki ćwiczyły prowadzenie operacji morskich w zespole okrętów oraz prowadziły strzelania artyleryjskie.
19 czerwca 2021 roku okręt powrócił do macierzystego Portu Wojennego w Gdyni Oksywiu, z manewrów BALTOPS 50, w których wykonywał m.in. takie zadania jak: monitoring żeglugi, osłonę transportu morskiego oraz wykrywanie wszelkich naruszeń postanowień międzynarodowych. „Ślązak” na tych manewrach reprezentował Marynarkę Wojenną wraz z trałowcami ORP „Drużno” oraz ORP „Wigry” i śmigłowcami ZOP Brygady Lotnictwa Marynarki Wojennej: dwoma Mi-14PŁ oaz jednym SH-2G.
W sierpniu 2021 okręt uczestniczył w manewrach 3 Flotylli Okrętów o kryptonimie „Ostrobok ’21”. Wraz z korwetą ORP „Kaszub” okręt wraz z załogą przeprowadził ćwiczenia grup abordażowych stacjonujących na pokładach obu jednostek. W manewrach uczestniczyły także okręty ORP „Gen. K. Pułaski” i ORP „Orkan”.
W dniach 24–26 stycznia 2022 roku korweta wraz z fregatą ORP „Gen. K. Pułaski” uczestniczyła w polsko-holenderskich ćwiczeniach PASSEX. Holenderską Marynarkę Wojenną reprezentował okręt desantowy HNLMS „Rotterdam”. Ćwiczono wykonane operacji osłony strategicznego transportu morskiego i utrzymania panowania na morzu w sytuacjach kryzysowych. W marcu 2022 roku wraz z fregatą „Gen. K. Pułaski”, ORP „Ślązak” brał udział we wspólnych ćwiczeniach PASSEX na Bałtyku z dwoma niszczycielami US Navy typu Arleigh Burke – USS „Donald Cook” (DDG-75) oraz USS „Forrest Sherman” (DDG-98). W dniach od 4 do 16 czerwca „Ślązak” brał udział w kolejnej edycji manewrów BALTOPS na Bałtyku.
W czerwcu 2022 roku Komenda Portu Wojennego w Gdyni ogłosiła zamiar przeprowadzenia modernizacji okrętu, polegającej na dozbrojeniu go w pociski przeciwlotnicze i przeciwokrętowe oraz pasywne systemy walki elektronicznej. Pierwszym etapem prac ma być przeprowadzenie prób stateczności i niezatapialności okrętu. Wiąże się to z przebudową „Ślązaka” z korwety do okrętu patrolowego, co wymusiło znaczne zmiany w konstrukcji okrętu w stosunku do pierwotnych planów.
18 sierpnia 2022 roku ORP „Ślązak” wziął udział w uroczystościach we francuskim Dieppe 80-lecia alianckiego rajdu na to miasto, w którym uczestniczył poprzedni niszczyciel „Ślązak”.

### Dowódcy
- 2019–2021 kmdr ppor. Sebastian Kała[18]
- 2021– kmdr ppor. Wojciech Ostalski[54]